# Euwalkeria latipes
Euwalkeria latipes är en insektsart som beskrevs av Walker 1851. Euwalkeria latipes ingår i släktet Euwalkeria och familjen hornstritar. Inga underarter finns listade i Catalogue of Life.